# Distretto di Murghab
Il distretto di Bala Murghab è un distretto nella provincia del Badghis, in Afghanistan. Il centro amministrativo del distretto è Murghab.

## Popolazione
Nel 2003 la popolazione venne stimata in 109.381 abitanti. In base ai dati dell'UNHCR la maggioranza era di etnia Pashtun (85,6%) con minoranze di tagiki (7%), turkmeni (7%) e uzbeki (0,3%).

## Geografia fisica
Il distretto di Murghab si trova nel settore nord-orientale della Provincia di Badghis; è caratterizzato da terreno collinare mentre la popolazione vive prevalentemente nella valle del fiume Murghab.
Il distretto ha una superficie di 4.491 km2 e conta 133 villaggi. Confina a nord con il Turkmenistan, a est con il distretto di Ghormach e la Provincia di Faryab, a sud con i distretti di Jawand e Qadis e a sud-ovest con il distretto di Muqur.

## Educazione
Nel distretto vi sono 24 scuole elementari, 3 scuole medie e 2 licei.